# Pepa y Pepe
Pepa y Pepe es una serie española emitida por La 1 de TVE entre el 10 de enero y el 26 de diciembre de 1995 e inspirada en la serie norteamericana Roseanne. Cuenta las historias de una familia de la clase trabajadora española. La serie tiene tres temporadas: la primera de 13 capítulos, la segunda de 11 capítulos y la tercera de 10 capítulos.
Fue reemitida por FDF y Castilla-La Mancha Televisión.

## Reparto principal
- Pepa (Verónica Forqué) es la madre, una mujer dulce que se preocupa por su familia.
- Pepe (Tito Valverde) es el padre, un hombre trabajador donde los haya.
- Julia (Isabel Ordaz) es la mejor amiga de Pepa y suele visitar a la familia protagonista. Los niños la tratan como una tía.
- María (María Adánez) es la hija mayor, que quiere ser artista.
- Clara (Silvia Abascal) es la hija mediana, una chica rebelde y contestataria, de estética grunge.
- Jorge (Carlos Vilches) es el hijo pequeño, no habla mucho, pero siempre está presente.

## Episodios

### Temporada 1 (1995)
| N.º (serie) | N.º (temp.) | Título        | Director(es)  | Guionista(s)                         | Fecha de emisión      | Audiencia         |
| ----------- | ----------- | ------------- | ------------- | ------------------------------------ | --------------------- | ----------------- |
| 1           | 1           | «Capítulo 1»  | Manuel Armán  | Fernando León y Freddy Ortigosa      | 10 de enero de 1995   | 5 444 000 (31,1%) |
| 2           | 2           | «Capítulo 2»  | Manuel Armán  | Doriana Bonara y Freddy Ortigosa     | 16 de enero de 1995   | 6 285 000 (34,3%) |
| 3           | 3           | «Capítulo 3»  | Manuel Iborra | Freddy Ortigosa y Juan Carlos Rubio  | 23 de enero de 1995   | 6 833 000 (37,2%) |
| 4           | 4           | «Capítulo 4»  | Manuel Iborra | Natalia García y Freddy Ortigosa     | 30 de enero de 1995   | 6 687 000 (36,9%) |
| 5           | 5           | «Capítulo 5»  | Manuel Iborra | Francisco Amat y Freddy Ortigosa     | 13 de febrero de 1995 | 6 394 000 (35,6%) |
| 6           | 6           | «Capítulo 6»  | Manuel Iborra | Freddy Ortigosa y Mari Carmen Romero | 20 de febrero de 1995 | 6 906 000 (39,5%) |
| 7           | 7           | «Capítulo 7»  | Manuel Armán  | Jaime Palacios                       | 6 de marzo de 1995    | 7 125 000 (40,1%) |
| 8           | 8           | «Capítulo 8»  | Manuel Armán  | Juan Carlos Rubio                    | 13 de marzo de 1995   | 6 650 000 (37,4%) |
| 9           | 9           | «Capítulo 9»  | Manuel Iborra | Freddy Ortigosa                      | 20 de marzo de 1995   | 6 467 000 (37,6%) |
| 10          | 10          | «Capítulo 10» | Manuel Iborra | Freddy Ortigosa                      | 3 de abril de 1995    | 6 467 000 (39,0%) |
| 11          | 11          | «Capítulo 11» | Manuel Iborra | Julia Altares y Freddy Ortigosa      | 10 de abril de 1995   | 5 371 000 (33,2%) |
| 12          | 12          | «Capítulo 12» | Manuel Iborra | Freddy Ortigosa y Juan Carlos Rubio  | 17 de abril de 1995   | 5 152 000 (33,7%) |
| 13          | 13          | «Capítulo 13» | Manuel Iborra | Jaime Palacios                       | 24 de abril de 1995   | 5 919 000 (39,1%) |
| 14          | 14          | «Capítulo 14» | Manuel Iborra | Julia Altares y Freddy Ortigosa      | 1 de mayo de 1995     | 4 531 000 (27,6%) |
| 15          | 15          | «Capítulo 15» | Manuel Iborra | Freddy Ortigosa y Jaime Palacios     | 15 de mayo de 1995    | 5 189 000 (31,1%) |
| 16          | 16          | «Capítulo 16» | Jaime Botella | Ángel León                           | 22 de mayo de 1995    | 5 152 000 (30,8%) |
| 17          | 17          | «Capítulo 17» | Manuel Iborra | Freddy Ortigosa                      | 29 de mayo de 1995    | —                 |

## Audiencia
El primer capítulo de la serie de TVE-1 se convirtió en el programa más visto del día, logrando una audiencia media de 5.444.000 espectadores y una cuota de pantalla del 31.1%. En su segundo capítulo subió a 6.285.000 espectadores, y en el tercero alcanzó los 6.757.000 espectadores.